# Ингилойцы

Расселение ингилойцев (эретинцев)

Ингилойцы (груз. ინგილოები, азерб. İngiloylar) — этнографическая группа грузин, проживающая в историческом регионе Саингило на северо-западе Азербайджана. Говорят на ингилойском диалекте грузинского языка. Кроме основного, в качестве самоназвания также используются — груз. ჰერები: эреби и груз. ჩონებურები: чонебуреби, которое дословно можно перевести как «наши», а свой диалект также иногда называют груз. ჩონებური ენა: чонебури эна (досл. «наш язык»).

## История
В древности Эрети входила в состав западной провинции (Саэристао) Албании и была населена эрети — народом, родственным грузинам. С востока Эрети непосредственно граничила с Иберийским царством (Кахети Саэристасто). Между племенами кахети и херти, находившимися в пограничной зоне между этими двумя великими государствами (Картли-Албания), существовали тесные политические и экономические связи. В это же время грузинское население постепенно мигрировало на восток, в сторону Эрети. Это привело к тому, что "с древнейших времен население Западной Албании (Эрети) попало в орбиту грузинской культуры, приняло грузинский язык и огрузинилось.
Большинство ингилойцев сегодня живут в области Саингило (груз. საინგილო, по названию историко-культурной области, ранее известной в грузинских источниках как княжество Эрети (груз. ჰერეთის სამეფო, эрэтис самепо), традиционно населённого эретинцами (груз. ჰერები, эрэби). Согласно некоторым источникам, название царства и эретинцев произошло от легендарного патриарха Героса, сына Фогарма, который основал город Эрети (позже известный как Хоранта) на реке Алазани. С упадком Кавказской Албании этот район постепенно был включен в состав Иберийского царства, образовав одно из его герцогств — груз. ჰერეთის საერისთავო (эретис саэриставо) со столицей в Хорнабуджи к 1010 году.
Во время арабского правления в Грузии (груз. არაბობა, арабоба) регион был отдельным царством, но находящимся под культурным и политическим влиянием Грузии, а в 1014 году регион стал частью царства Кахети и Эрети под предводительством правителя Кахетинского княжества Квирике III Великого и впоследствии территория королевства была присоединена к Грузинскому царству в 1104 году. В средние века в Эрети действовало семь грузинских школ, включавших курсы богословия, философии, орфографии, церковной истории и истории Грузии. В XV веке термин «Эрети» постепенно исчез из политической номенклатуры и был заменен словом «Кахети».
В начале XVII века персидский Шах-Аббас I отобрал эти земли у царя Кахети и передал их дагестанским феодальным родам. В результате набегов, которое местные жители прозвали как Лекианоба (груз. ლეკიანობა), от слова леки, так грузины называли горцев Дагестана и с суффиксом -аноба, который обозначает контрибуцию, от аварских и цахурских воинов ингилойцы стали крепостными дагестанских правителей, которые заставили их платить дань. Таким образом, постепенно, мирным или враждебным путем, эти племена поселились в Саингило и ассимилировались там, а после основания Илисуйского султаната завоеватели совместными усилиями предприняли исламизацию региона.
После 1801 года, когда Картли-Кахетинское царство (восточная Грузия) вошло в состав Российской империи, а Саингило был включён в состав Закатальского округа Тифлисской губернии. С 1918 по 1920 год и Грузинская демократическая республика (ГДР), и Азербайджанская Демократическая Республика (АДР) претендовали на эту территорию, но спор не привел к вооруженному столкновению. После падения ГДР в 1920 году Советская Россия и Азербайджанская ССР признали её частью Грузии, правительство которой предоставило этим землям определённую степень внутренней автономии. После вторжения Красной армии в Грузию в 1921 году этот район был официально передан под юрисдикцию и контроль Азербайджанской ССР советским правительством в 1922 году.
В территорию Саингило площадью 4 780 км² входят Балакенский, Загатальский и Гахский районы современного северо-западного Азербайджана.

## Население
По данным энциклопедического словаря Брокгауза и Ефрона, издававшегося в конце XIX — начале XX веков, в Закатальском округе в 1886 году проживало 12 430 грузин, среди которых 8 727 ингилойцев, что составило 16,7 % от общего населения округа.
Динамика численности грузинского населения в Российской империи (Закатальский округ)
| 1886   | 1897   |
| ------ | ------ |
| 12 430 | 12 389 |

Динамика численности грузинского населения в Азербайджане
| 1926  | 1939   | 1959  | 1970   | 1979   | 1989   | 1999   |
| ----- | ------ | ----- | ------ | ------ | ------ | ------ |
| 9 500 | 10 196 | 9 526 | 13 595 | 11 412 | 14 197 | 14 900 |

Согласно переписи 2009 года численность ингилойцев упала до рекордно низкого уровня в 9 912 человек, по этим данным — большинство из них проживает в Гахском районе (7 447 человек) или в городе Баку (2 226 человек), однако это может быть связано с тем, что большинство ингилойцев в переписях Азербайджана записывались или записаны как «азербайджанцы», в особенности это касается ингилойцев, проживающих в Загатальском районе. При этом суммарное население сёл в Азербайджане, преимущественно населённых ингилойцами, согласно переписи населения, составляет 25 900 человек.

#### Гахский район
| Населённый пункт | Население         |
| ---------------- | ----------------- |
| Гах-Баш          | 2 983 чел. (2012) |
| Алибейли[az]     | 1 921 чел. (2012) |
| Гах-Ингилой      | 1 792 чел. (2012) |
| Зегем            | 1 553 чел. (2012) |
| Бёюк Алатемир    | 718 чел. (2012)   |
| Мешабaш          | 382 чел. (2012)   |
| Халаф-Тала       | 118 чел. (2012)   |
| Гарамеша         | 109 чел. (2012)   |
| Йенгиян          | 2200 чел. (2023)  |
| Итого:           | 11 176 человек    |

#### Загатальский район
| Населённый пункт | Население          |
| ---------------- | ------------------ |
| Алиабад          | 11 200 чел. (2020) |
| Мосул            | 3 009 чел. (2012)  |
| Итого:           | 14 209 человек     |

#### Балакенский район
| Населённый пункт | Население         |
| ---------------- | ----------------- |
| Ититала          | 2 115 чел. (2012) |
| Итого:           | 2 115 человек     |

## Религия

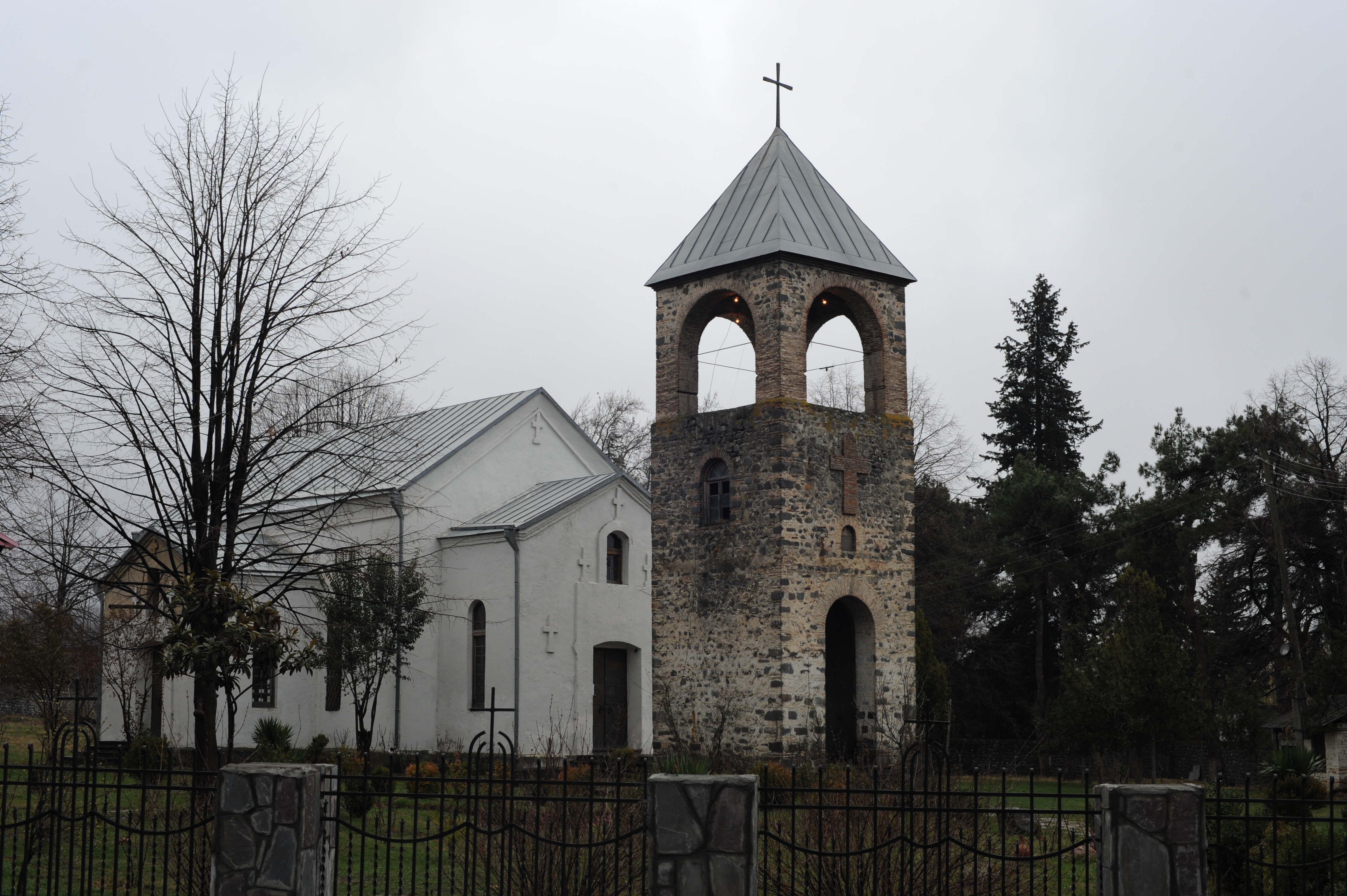
Церковь Святого Георгия в селении Гах-Ингилой

В религиозном отношении ингилойцы делятся в основном на православных христиан и мусульман-суннитов. Также есть незначительное число протестантов-баптистов, проживающих в Алиабаде.
Православные христиане проживают в Гахском районе в селениях Гах-Ингилой, Бёюк Алатемир, Гах-Баш, Алибейли, Мешабаш, Зегем, Халаф-Тала, Гарамеша и Кымыр.
Мусульманская часть проживает в Загатальском районе в Алиабаде и Мосуле и в Балакенском районе в селе Ититала.
В Гахском районе действуют три грузинские православные церкви (церковь Святого Георгия в селе Гах-Ингилой, церковь Малого Алаверди в Гахе, церковь Святой Нино в селе Алибейли). Грузинские церкви в Азербайджане находятся в ведении Кахской и Курмухской епархии.
В посёлке Алиабаде действуют три христианские баптистские общины.

## Язык

Карта распространения диалектов грузинского языка
Ингилойский

Ингилойский — один из трёх диалектов грузинского языка, использующийся за пределами современной Грузии. Из-за того, что этот диалект был на протяжении истории довольно обособлен от остальных областей распространения грузинского языка, в нём появились некоторые лингвистические особенности: например, с лексической стороны в нём до сих пор присутствуют слова, соответствующие словам древнегрузинского языка, а в его письменности есть буква ჲ (рус. й). Помимо 5 основных гласных литературного грузинского (ა: a, ე: e, ი: i, ო: o, უ: u), в диалекте также присутствуют гласные переднего ряда ო̈ ö и უ̈ ü.
В середине 2010-х годов в Азербайджане для записи ингилойского диалекта был разработан алфавит на латинской графической основе.
Таблица соответствия алфавитов:
| Лат.  | Мх. |       | Лат. | Мх.   |   | Лат.  | Мх. |     | Лат. | Мх. |  | Лат. | Мх. |
| ----- | --- | ----- | ---- | ----- | - | ----- | --- | --- | ---- | --- |  | ---- | --- |
| A a   | ა   |       | H h  | ჰ     |   | L l   | ლ   |     | S s  | ს   |  | V v  | ვ   |
| B b   | ბ   | X x   | ხ    | M m   | მ | Ş ş   | შ   | Y y | ჲ    |     |  |      |     |
| Ç ç   | ჩ   | X' x' | ჴ    | N n   | ნ | T t   | თ   | Z z | ზ    |     |  |      |     |
| Ç’ ç’ | ჭ   | İ i   | ი    | O o   | ო | T' t' | ტ   |     |      |     |  |      |     |
| D d   | დ   | J j   | ჟ    | Ö ö   | ო̈ | Ts ts | ც   |     |      |     |  |      |     |
| E e   | ე   | K k   | ქ    | P p   | ფ | S' s' | წ   |     |      |     |  |      |     |
| G g   | გ   | Q q   | კ    | P' p' | პ | U u   | უ   |     |      |     |  |      |     |
| Ğ ğ   | ღ   | Q' q' | ყ    | R r   | რ | Ü ü   | უ̈   |     |      |     |  |      |     |

## Быт и культура

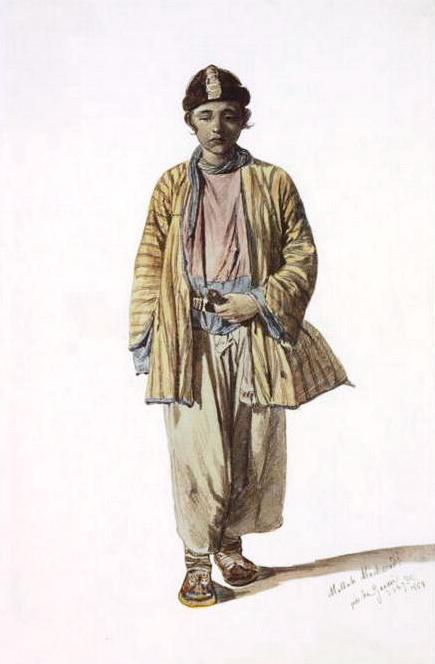
Ингилой-мусульманин

В селе Алибейли действует Гахский государственный грузинский драматический театр. На грузинском языке издаётся газета «Шалала».
Писатель Яков Гогебашвили сочинил исторический рассказ «Царь Ираклий и ингилойка».
В 2009 году на студии «Азербайджантелефильм» был снят документальный фильм «Ингилойцы», посвящённый истории, культуре, обычаям и традициям этой коренной народности в Азербайджане.

### Одежда

#### Мужская
Одежда ингилойца состоит из рубахи, сшитой из ситца или другой хлопчатобумажной ткани, чаще всего тёмно-синего цвета. Рубаха делается без воротника и застёгивается у ключицы, при этом на груди она расходится, из-за чего грудь остаётся постоянно открытой.
Сверху обычно надевается короткий архалук из пёстрого ситца, также без воротника, который застёгивается на пояснице. Рукава у него узкие и у кисти заканчиваются длинным треугольником с закруглёнными боками. Этот треугольник закидывается назад, а сам рукав плотно застёгивается от кисти почти до локтя. Далее идёт узкий пояс, чаще всего кожаный, а у зажиточных — из серебряного галуна с пряжкой. К поясу подвешивается кинжал.
Сверху на архалук надевается чуха, как у грузин, с длинными, свободно висящими рукавами. Шаровары, как правило, тёмного цвета, широкие и короткие; вокруг голени и ступни они обматываются шерстяной тесьмой шириной примерно в четыре пальца.
Обувь, называемая чарых, состоит из одной подошвы и подвязывается к ступне переплетёнными поверх подъёма ремешками. Голова у всех выбрита и прикрывается папахой. В ненастную погоду ингилоец надевает бурку.

#### Женская
Женский наряд состоит из белой хлопчатобумажной рубахи (некоторые недавно начали носить цветные), которая спускается немного ниже колен; короткого пёстрого архалука, сшитого по той же выкройке, что и мужской, но с короткими рукавами, заканчивающимися чуть выше локтей; длинного передника с нагрудником, который надевается через голову и завязывается на поясе. В праздничные дни надевается широкий пояс из мелких серебряных монет. Широкие красные шаровары внизу украшены пёстрой тесьмой. Волосы заплетаются в несколько маленьких косичек, а на висках выпускаются две пряди (бирчек). Голова покрывается чем-то вроде капора (тюль), а сверху — белым покрывалом, похожим на то, что носят малороссийки Киевской и Подольской губерний (фюта). Поверх фюты надеваются серебряные цепочки с прикреплёнными к ним мелкими монетами.

## Известные ингилойцы
- Джанашвили, Моисей Георгиевич[44] (1855—1934) — грузинский историк, филолог, педагог, Герой Труда (1932).
- Иваницкий-Ингило, Рафаил Александрович (1886—1966) — грузинский политик, юрист, церковный деятель и священнослужитель.
- Муратов, Анатолий Олегович (1900—1964) — советский военачальник, гвардии генерал-майор.
- Михаил Рафаэль Кулошвили (1825—1919) — ингилойский священнослужитель, священник, общественный деятель.